# De Abraham

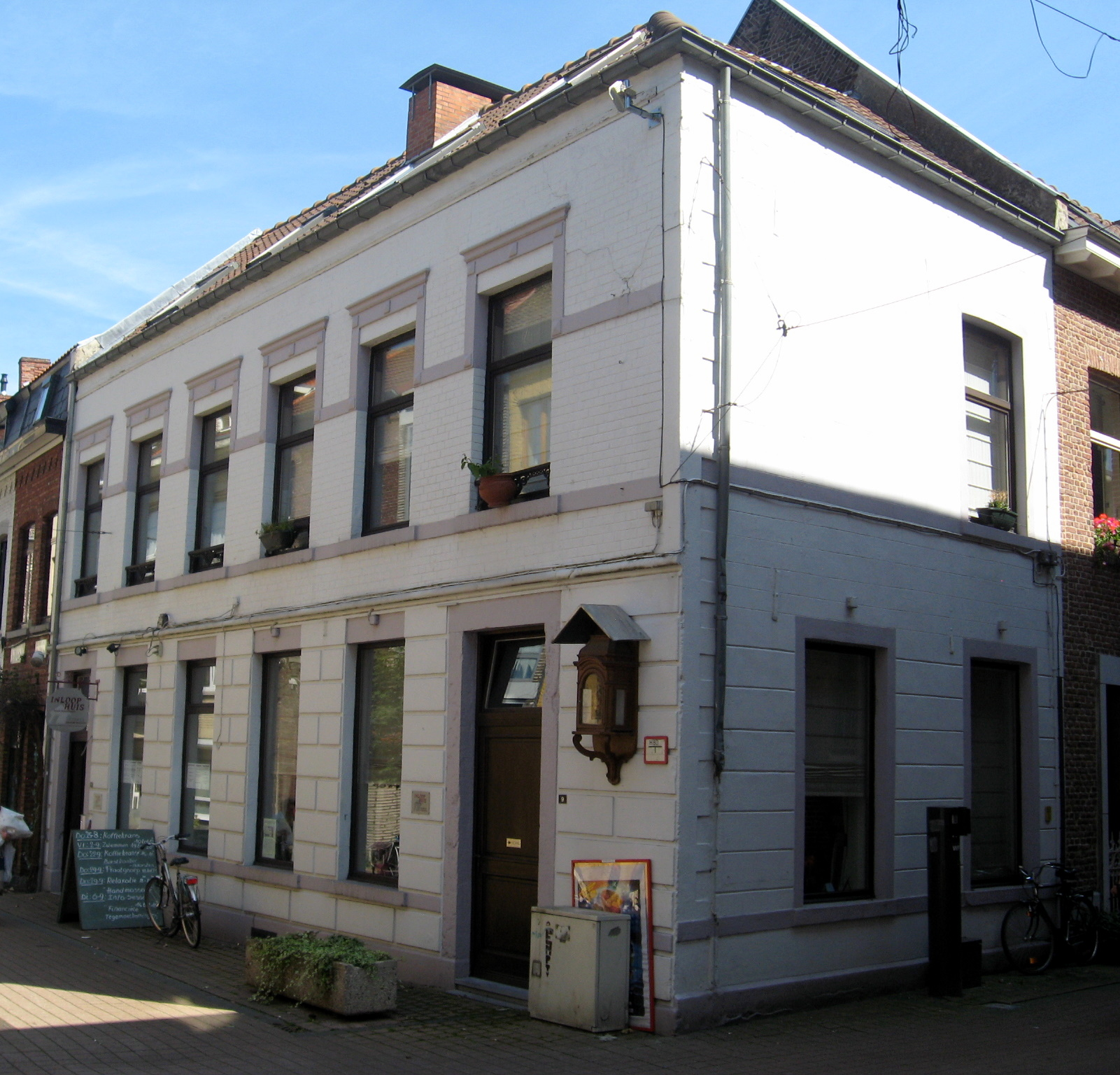
De Abraham

De Abraham is een hoekhuis aan de Schrijnwerkersstraat 9-11 hoek Walputstraat te Hasselt.
Vanouds was hier een stadsboerderij. In de 17e eeuw werd deze in twee huizen verdeeld. Hete huidige uiterlijk van het gebouw stamt uit de 2e helft van de 19e eeuw.
Rechts van de ingang naar huis nummer 9 bevindt zich een muurkapelletje.